# Primera División de Uruguay 1954
Liga Profesional de Primera División 1954 var den 52:a säsongen av Uruguays högstaliga i fotboll, och 23:e säsongen som ligan spelades på professionell nivå. Ligan spelades som ett seriespel där samtliga lag mötte varandra vid två tillfällen. Totalt spelades 90 matcher med 264 gjorda mål.
Peñarol vann sin 22:a titel som uruguayanska mästare.

## Deltagande lag
10 lag deltog i mästerskapet, samtliga från Montevideo.

## Resultat
| Nr | Lag                  | S  | V  | O | F  | GM | IM | MS  | P  |
| -- | -------------------- | -- | -- | - | -- | -- | -- | --- | -- |
| 1  | Peñarol              | 18 | 14 | 4 | 0  | 49 | 11 | +38 | 32 |
| 2  | Nacional             | 18 | 9  | 4 | 5  | 34 | 17 | +17 | 22 |
| 3  | Danubio              | 18 | 9  | 4 | 5  | 29 | 23 | +6  | 22 |
| 4  | Rampla Juniors       | 18 | 7  | 5 | 6  | 25 | 26 | −1  | 19 |
| 5  | CA Defensor          | 18 | 6  | 6 | 6  | 25 | 27 | −2  | 18 |
| 6  | Cerro                | 18 | 6  | 5 | 7  | 21 | 26 | −5  | 17 |
| 7  | Liverpool            | 18 | 5  | 7 | 6  | 25 | 34 | −9  | 17 |
| 8  | River Plate          | 18 | 4  | 8 | 6  | 20 | 29 | −9  | 16 |
| 9  | Montevideo Wanderers | 18 | 2  | 6 | 10 | 17 | 29 | −12 | 10 |
| 10 | CS Miramar           | 18 | 1  | 5 | 12 | 19 | 42 | −23 | 7  |